# Secale sylvestre
Secale sylvestre är en gräsart som beskrevs av Nicolaus Thomas Host. Secale sylvestre ingår i släktet rågsläktet, och familjen gräs. Inga underarter finns listade i Catalogue of Life.

## Bildgalleri

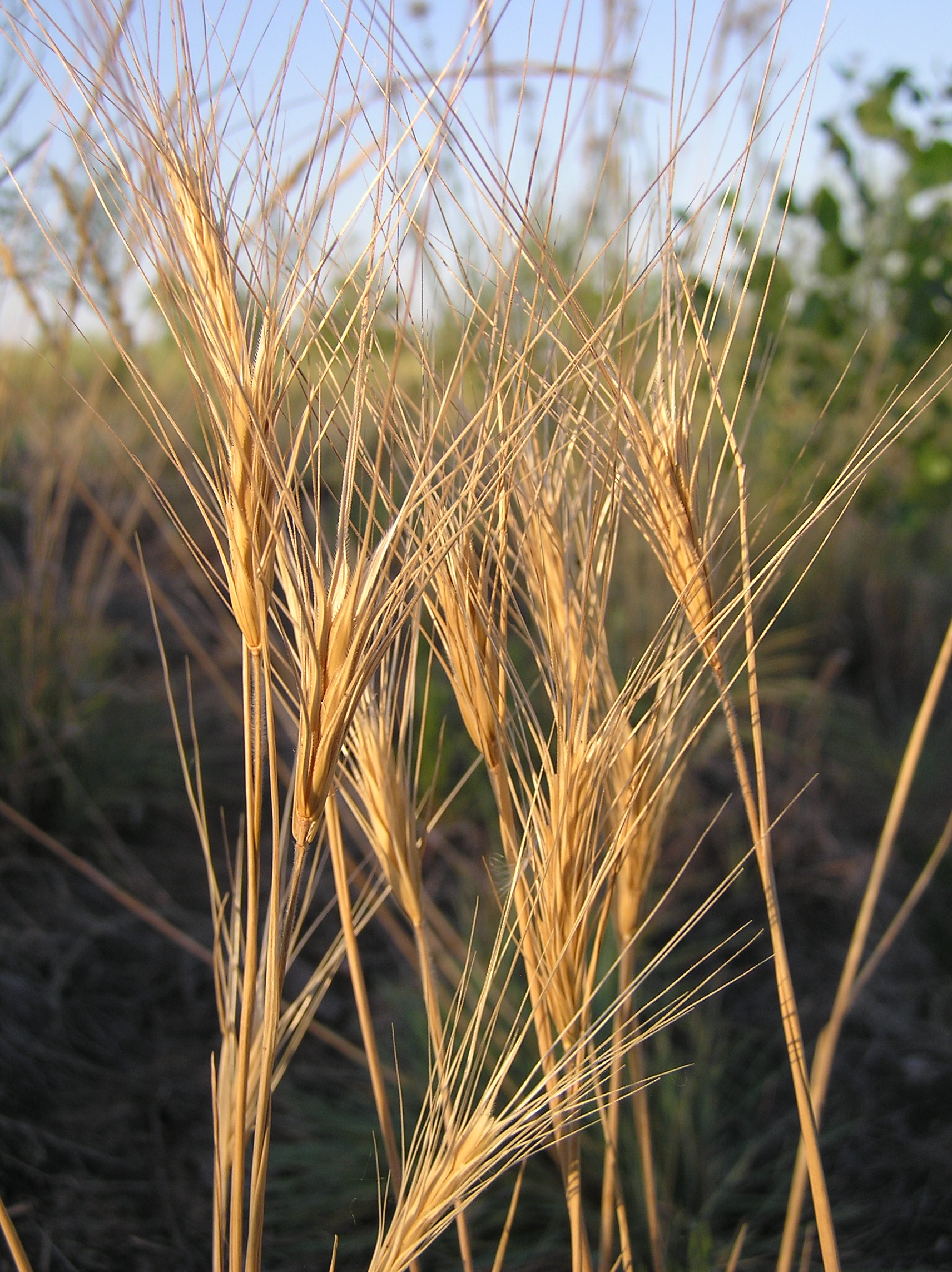